# Liste der Biografien/Wew
Liste der Biografien |
Portal Biografien |
Personensuche
# |
A |
B |
C |
D |
E |
F |
G |
H |
I |
J |
K |
L |
M |
N |
O |
P |
Q |
R |
S |
T |
U |
V |
W |
X |
Y |
Z |
?
 
Wa |
Wc |
Wd |
We |
Wh |
Wi |
Wj |
Wl |
Wn |
Wo |
Wr |
Ws |
Wt |
Wu |
Ww |
Wy |
Wz
 
Wea |
Web |
Wec |
Wed |
Wee |
Wef |
Weg |
Weh |
Wei |
Wej |
Wek |
Wel |
Wem |
Wen |
Weo |
Wep |
Wer |
Wes |
Wet |
Weu |
Wev |
Wew |
Wex |
Wey |
Wez
Die Liste der Biografien führt alle Personen auf, die in der deutschsprachigen Wikipedia einen Artikel haben. Dieses ist eine Teilliste mit 26 Einträgen von Personen, deren Namen mit den Buchstaben „Wew“ beginnt.

## Wew

### Wewe
- Wewel, Erich (1894–1974), deutscher Verleger
- Wewel, Günter (1934–2023), deutscher Opernsänger (Bass) und Moderator
- Wewel, Joseph (1907–1978), deutscher römisch-katholischer Geistlicher; Leiter der Bischöflichen Finanzkammer der Kirchenprovinz Köln
- Wewel, Meinolf (* 1931), deutscher Verleger
- Wewer, Adrian (1836–1914), deutscher Mönch
- Wewer, Flemming (1943–2019), dänischer Radrennfahrer
- Wewer, Göttrik (* 1954), deutscher Politikwissenschaftler, Staatssekretär und Staatsrat
- Wewer, Heinz (1935–2022), deutscher Journalist, Politikwissenschaftler und Historiker
- Wewer, Nadine (* 1981), deutsche Designerin, Illustratorin und Autorin
- Wewer, Willi (1912–1997), deutscher Maler und Grafiker sowie Kunsterzieher
- Wewering, Heinz (* 1950), deutscher Trabrennfahrer und -trainer
- Wewerka, Christian (* 1961), deutscher Schauspieler und Synchronsprecher
- Wewerka, Helene (1856–1883), tschechische Theaterschauspielerin
- Wewerka, Michael (* 1936), deutscher Autor und Galerist
- Wewerka, Rudolf (1889–1954), deutscher Bildhauer und Künstler
- Wewerka, Stefan (1928–2013), deutscher Architekt, Designer und Künstler
- Wewerka, Stefanie (* 1990), deutsche Fußballspielerin
- Wewers, Carsten (* 1975), deutscher Politiker (CDU), Bürgermeister von Oer-Erkenschwick
- Wewers, Heinz (1927–2008), deutscher Fußballspieler
- Wewers, Mick (* 1966), deutscher Handwerker und Fernsehmoderator
- Wewetzer, Hartmut (* 1961), deutscher Journalist und Autor
- Wewetzer, Heinz (1927–2001), deutscher Fußballspieler

### Wewh
- We’wha (1849–1896), indianischer Angehöriger der Lhamana, Töpfer und WeberWe’wha (1849–1896)

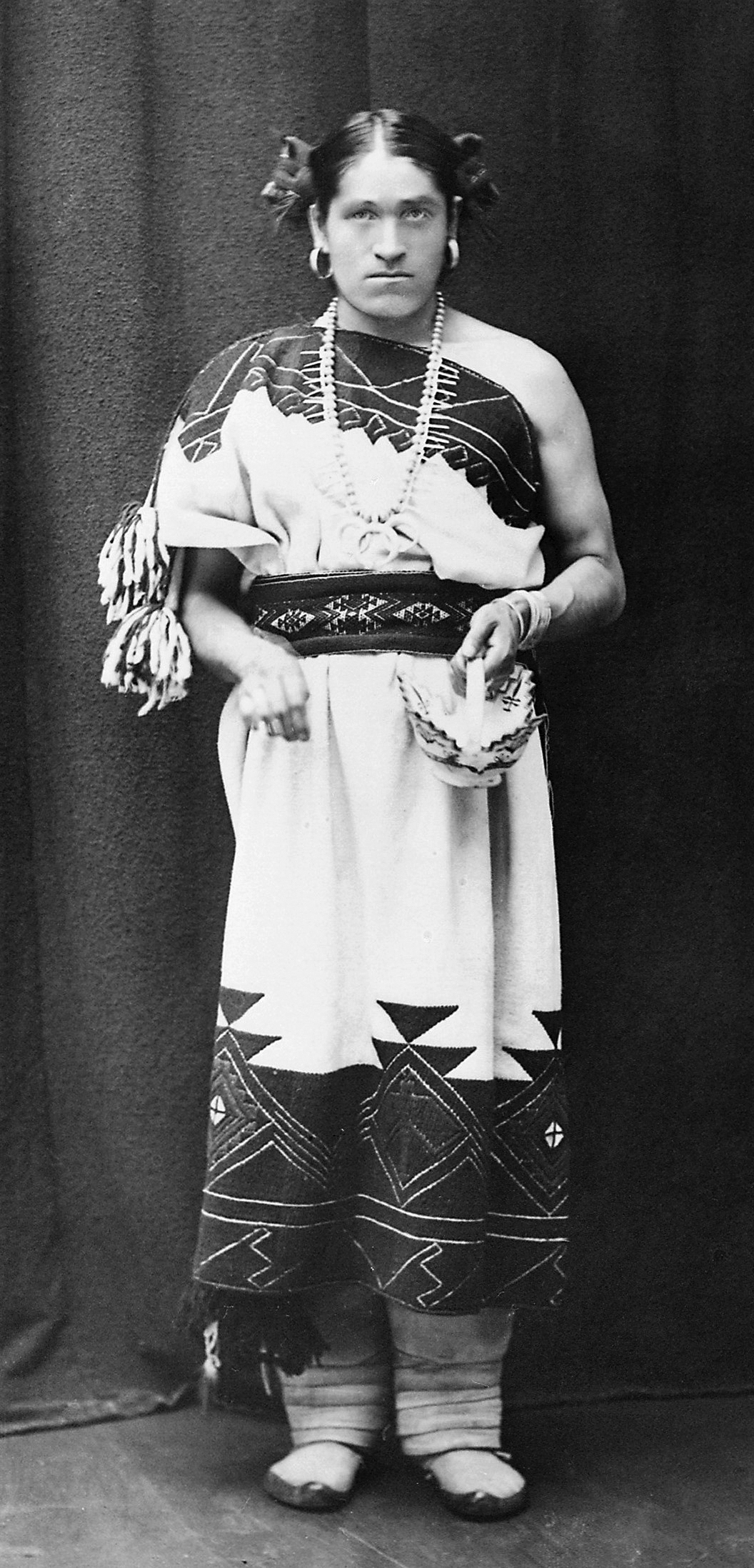
We’wha (1849–1896)

### Wewi
- Wewitavidanelage, Don Sylvester (1924–1995), sri-lankischer römisch-katholischer Geistlicher, Bischof von Galle

### Wewr
- Wewryk, Kalmen (1906–1989), polnischer KZ-Überlebender und Autor

### Wewy
- Wewyck, Meynnart, niederländischer Maler, tätig in England